# Garden Towers
Garden Towers – wieżowiec we Frankfurcie nad Menem, w Niemczech. Budynek został otwarty w 1976 roku, liczy 25 kondygnacje i ma 127 m wysokości. W latach 2003–2005 przeszedł gruntowny remont.